# サントリー スポーツ天国
『サントリー スポーツ天国』（サントリー スポーツてんごく）は、1983年4月3日から1985年9月29日までフジテレビ系列局（一部の系列局を除く）で生放送された日曜 18:00 - 18:30 （JST、以下同じ）のスポーツニュース番組である。サントリーの一社提供。

## 概要
日曜日18時台のスポーツニュース番組としては、1979年スタートの日本テレビの『独占!!スポーツ情報』があったが、それに対抗してそれより30分早い18:00にスタート時間を定め、スポーツニュースをディスクジョッキー形式で伝える試みを行った。広報誌『洋酒天国』を刊行していたサントリーの提供番組であることから、TBS系の『料理天国』同様に番組タイトルが「○○天国」となっていた。
1983年の民放テレビは、2時間ドラマや情報番組の台頭で連続ドラマ、連続時代劇、連続アニメのうち最低1本は減りバラエティ番組や情報番組にシフトしていた。この番組も例外ではなく前番組は1969年スタートの『ハクション大魔王』以来『いなかっぺ大将』や『科学忍者隊ガッチャマン』などを生み出したタツノコプロ制作の連続アニメ枠だった。また翌年開催のサラエボ五輪、ロス五輪が控えておりプロ野球以外の競技も取り上げるスポーツ情報番組の新設で民放でも五輪が視聴出来る足掛かりを掴みたかった。同局のスポーツ情報番組は、すでに『プロ野球ニュース』が月曜から日曜までの毎日放送されていたがいずれも23時台からの放送だったことや毎週日曜に中央競馬のメインレースや毎年2月に『日本大相撲トーナメント』を放送していることから見やすい時間帯に中央競馬の主要競走や大相撲の主な取り組みもプロ野球やプロ野球以外の競技と合わせて伝えるのがこの番組だった。同年4月には、野村克也がキャスターを務めた『速報!!TVスタジアム』（テレビ朝日）、月曜から日曜まで『プロ野球ニュース』を手本に「日本一速いスポーツワイドニュース」のキャッチフレーズを掲げた『メガTONスポーツTODAY〜プロ野球速報〜』（テレビ東京）もスタート。同年9月には、前番組が連続時代劇枠だった『サンデースポーツ9』（日本テレビ）もスタートした。
司会は、当初は小林克也が務めていたが、程なくして『プロ野球ニュース』の司会で絶大な人気を集めていたみのもんたに交替。番組自体も以後はスポーツバラエティ形式のものになったが、1985年秋にサントリーが提供から撤退した後は『スポーツ特Q』として一新された。
番組初期には「やじうまデータコーナー」を大野しげひさの解説で伝えるコーナーがあった。これは「阪神の優勝は1984年に達成する」や「巨人の優勝は9月23日に決まる」といった予測を様々なデータから集めてその根拠を伝えるもので新聞のテレビ欄（番組表）にも掲載されるほどだった。『速報!!TVスタジアム』の「ノムさんのあいつ分析」のコーナーを意識して企画したものと思われたが3ヵ月で終了した。
番組末期には「日本縦断・みんなでジャンプ!」という、『びっくり日本新記録』（よみうりテレビ制作・日本テレビ系列）を意識したような集団縄跳びのコーナーも設けられており、当初はとんねるずがコーナー司会を担当していたが、同じフジテレビの『夕やけニャンニャン』での人気ブレイクによって彼らが多忙となったため、途中から吉本興業所属の漫才コンビ・トミーズに交替した。
この番組を始めた当初「なぜアニメからスポーツ情報番組なのか」という疑問や不満が多く寄せられていた。マンネリ防止や日曜日の連続アニメ枠が朝主体となった事情もあるが視聴習慣になじまなかったのかこの時間帯のスポーツ情報番組は3年半で終了し再び連続アニメ枠に戻った。以降、現在放送中の『ちびまる子ちゃん』まで継続中である。
この番組の放送により『未来警察ウラシマン』はそれまでのタイムボカンシリーズ枠だった土曜18:30に移動、タイムボカンシリーズは新たに『イタダキマン』をスタートさせ当時同局の鬼門枠だった土曜19:30に移動したが視聴率が低迷し22話で打ち切られシリーズが終了するという弊害が起こってしまった。
また、この番組が大人向きとなりかつ当たらなかったことが裏番組の『報道特集』（TBS）や『料理バンザイ!』（テレビ朝日）の視聴率を安定させかつ長寿番組とした要因のひとつとも考えられる。
他にも、同局の『サザエさん』の裏番組で文字どおり独占放映権をもつ後楽園球場の巨人主催試合の事前中継で健闘していた『独占!-』のようにプロ野球の事前中継ができなかったことも当たらない一因となった。これは、同局の日曜のプロ野球中継はヤクルト対巨人戦しか出来なかったことやヤクルトの本拠地である神宮球場が学生野球との兼ね合いで放送当時は18:30でなければ試合が開始できず試合そのものの生中継が不可能だったためである（後番組の『スポーツ特Q』も同様）。
現在、同局の日曜の夜のスポーツニュースは土曜の夜と同様『すぽると!』が放送中である。2023年3月まではスポーツバラエティの『ジャンクSPORTS』も日曜の夜に放送していたが同年4月から土曜17:00に移動し放送時間も30分に短縮した。